# تطور كامل

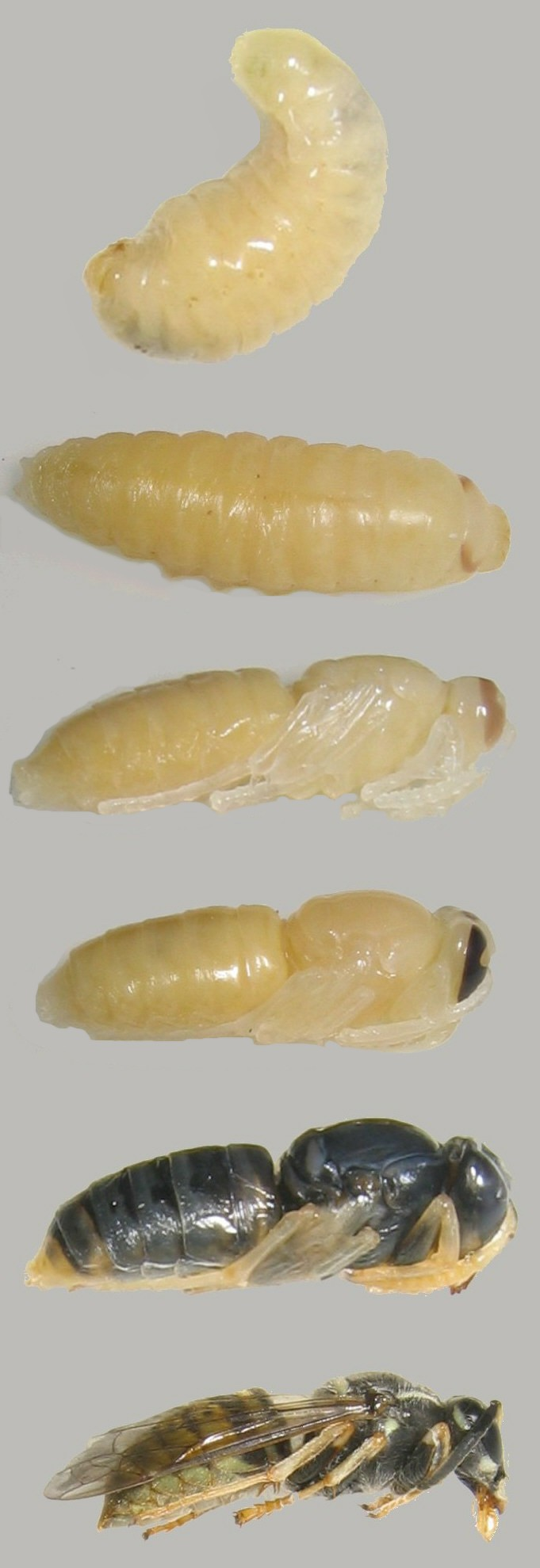
مراحل طور النمو الكامل

يشير التطور الكامل أو إنسلاخ كامل إلى دورة حياة مجموعة من الحشرات التي تتألف من أربعة أطوار:
البيضة تفقس منها يرقة لا تشبه اليافعة، وقد تكون أشبه بالديدان، 
ثم تتشرنق اليرقة وتدخل في طور تسمى فيه عذراء،و داخل الشرنقة تتخلق اليافعة ويكتمل نموها ثم تنبثق كحشرة كاملة.
من الأمثلة على الحشرات ذات التطور الكامل النحل والذباب من ثنائيات الأجنحة والفراشات (قشريات الجناح).